# Bataille de Bulgarophygon
Guerres byzantino-bulgares
Batailles
- Ongal (680)
- Anchialos (708)
- Marcellae (756)
- Lithosoria (774)
- Marcellae (792)
- Serdica (809)
- Pliska (811)
- Versinikia (813)
- Mesembria
- Guerre de 894 - 896
  - Bulgarophygon
- Guerre de 913 - 927
  - Anchialos (917)
  - Pegae (921)
- Guerre de 970 - 1018
  - Portes de Trajan (986)
  - Thessalonique (995)
  - Passe de Kleidion (1014)
  - Bitola (1015)
- Ostrovo (1040)
- Klokotnica (1230)
- Andrinople (1254)
- Devina (1279)
- Skafida (1304)
- Rusokastro (1332)

La bataille de Bulgarophygon (en grec Μάχη του Βουλγαρόϕυγων, en bulgare : Битка при Булгарофигон ou Битка при Българофигон) se déroule à l'été 896 près de la ville de Bulgarophygon, aujourd'hui Babaeski en Turquie. Elle oppose l'Empire byzantin au Premier Empire bulgare, qui remporte la victoire.
En dépit des difficultés rencontrées dans la guerre contre les Hongrois alliés des Byzantins, la bataille de Bulgarophygon s'avère être un succès décisif pour le jeune et ambitieux tzar Siméon Ier de Bulgarie dont le but est de devenir empereur à Constantinople. Le traité de paix signé après la bataille confirme la domination des Bulgares sur les Balkans, l'Empire byzantin ne gardant son contrôle que sur la Thrace orientale, la Grèce et les côtes de la péninsule. Par la suite, Siméon infligera d'autres défaites aux Byzantins.

## Prélude

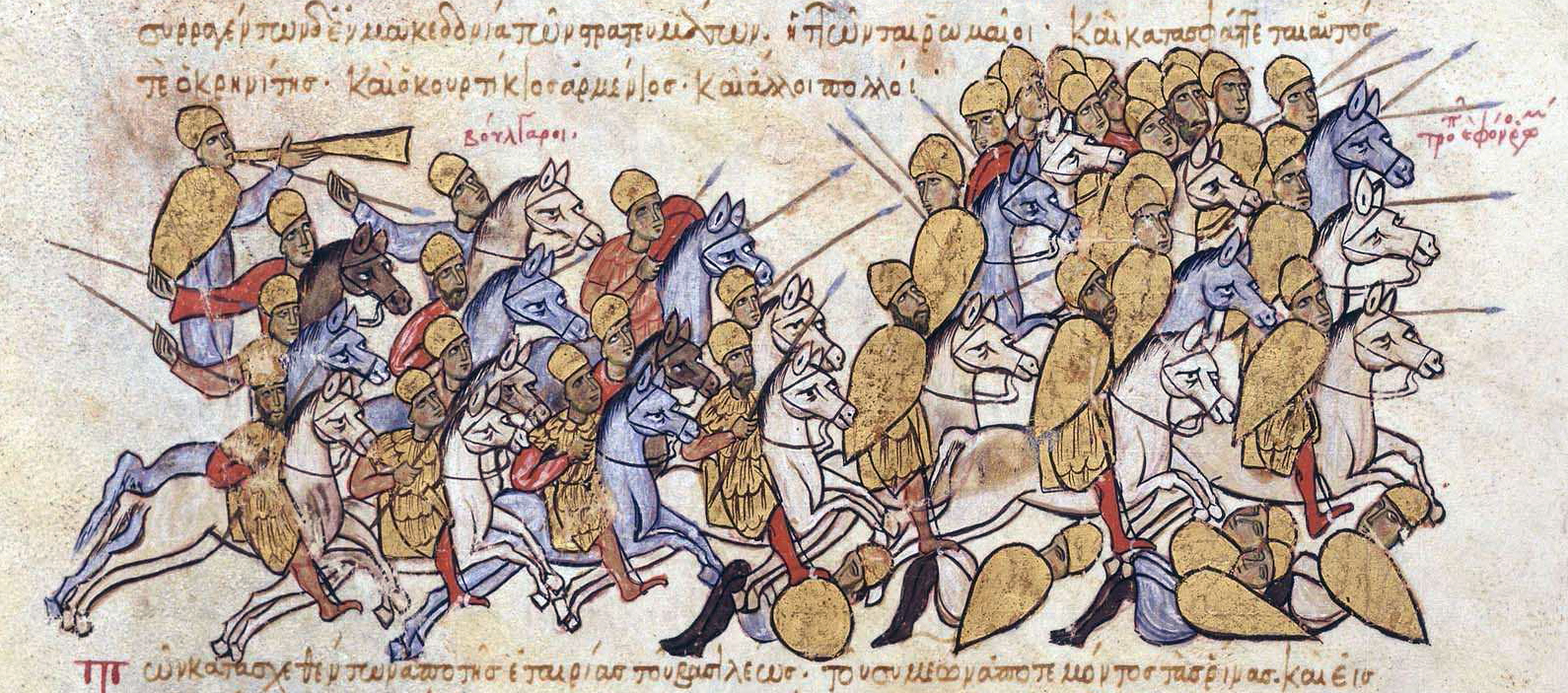
Victoire des Bulgares contre les Byzantins dirigés par Krénitès et Kourtikios : chronique de Jean Skylitzès.

La Bulgarie sous le règne de Siméon Ier.

Sous le règne de Boris Ier de Bulgarie (852-889), le premier Empire bulgare englobe un périmètre comprenant les actuelles Albanie (sauf la côte), Kosovo, Serbie orientale, Bulgarie, Macédoine (sauf la côte), Roumanie, Moldavie et Sud-Ouest de l'Ukraine (actuelle oblast d'Odessa). Malgré des échecs militaires contre ses différents voisins, Boris Ier préserve l'intégrité de ce vaste territoire. Durant son règne, le royaume connaît d'importantes transformations dont la christianisation de la noblesse proto-bulgare jusque-là adepte de la religion du tengrisme, et l'apport des disciples de Cyrille et Méthode qui créent et assurent le développement de l'église et de la littérature médiévale bulgare. Mais la noblesse proto-bulgare, nostalgique du tengrisme, craint l'influence croissante des Grecs dans les affaires internes du royaume. C'est pourquoi Boris manifeste ses volontés d'indépendance culturelle et religieuse en convoquant, après l'échec de la tentative de retour au tengrisme de son fils Vladimir, le concile de Preslav de 893, qui bannit le clergé grec du pays, le remplace par des popes slavons et, à la place du grec byzantin, adopte le vieux-slave comme langue liturgique et de chancellerie dans l'ensemble du royaume (il le restera, dans les principautés danubiennes, jusqu'au XVIIe siècle). Le concile apaise ainsi les craintes de la noblesse bulgare. Enfin, son troisième fils, Siméon, né après la christianisation des nobles, devient le successeur du trône bulgare.
Ces événements inquiètent les Byzantins car ils espéraient influencer les Bulgares nouvellement convertis, et garder leur emprise sur les Slaves et les Valaques déjà chrétiens. L'empereur Léon VI le Sage ne tarde pas à chercher un prétexte pour des représailles. En l'occurrence, des membres de la cour impériale décident de déplacer le marché des biens bulgares de Constantinople vers Salonique, ce qui est un coup dur pour l'économie bulgare étant donné que la capitale grecque était leur principal débouché et le point de convergence des routes commerciales d'Europe et d'Asie. L'expulsion des marchands bulgares de Constantinople n'a pas seulement un impact sur les intérêts privés des marchands mais aussi sur le commerce du royaume bulgare, réglé par le traité byzantino-bulgare de 716. De ce fait, les marchands se plaignent à Siméon qui exprime son désaccord à Léon VI sans recevoir de réponse. L'empereur bulgare se saisit de ce prétexte pour déclarer la guerre à l'Empire byzantin et envahir la Thrace byzantine, dans ce qui constitue l'un des premiers conflits commerciaux en Europe.

### Intervention des Hongrois

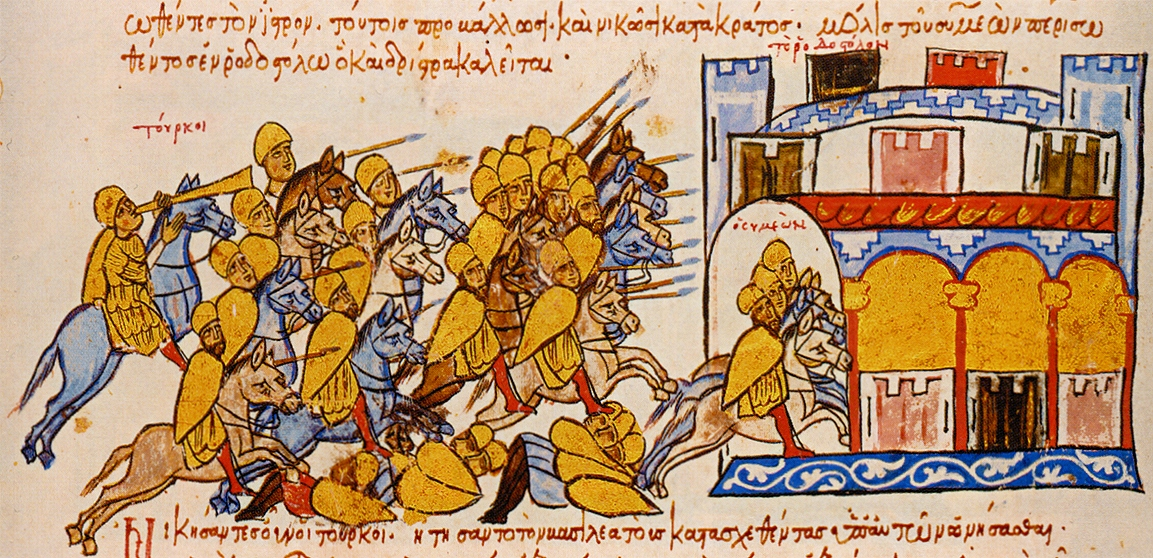
Siméon poursuivi jusqu'à Drãstãr par les Hongrois : miniature de la Chronique de Skylitzès de Madrid.

Les Byzantins rassemblent à la tête une grande armée dirigée par les généraux Procope Krénitès et Kourtikios, comprenant la garde impériale composée de mercenaires khazars. Dans la bataille qui s'ensuit au sein du thème de Macédoine, probablement aux alentours d'Andrinople, les Byzantins sont vaincus et leurs généraux tués. La plupart des Khazars sont faits prisonniers et Siméon fait couper leurs nez qu'il envoie à Constantinople.
Cette défaite met les Grecs en difficulté. En effet, leur armée principale combat déjà les Arabes sur la frontière orientale. Léon VI doit faire appel à l'habilité diplomatique byzantine et il envoie des émissaires chargés de cadeaux auprès des Hongrois dont le royaume représente une menace pour les Bulgares, car il vit alors dans les steppes au nord du Pont Euxin. Quand Siméon rejette les demandes de paix de Léon VI et emprisonne l'ambassadeur byzantin Konstantinakios à la fin de l'année 894, la marine byzantine transporte les Hongrois sur la rive sud du Danube, en dépit des efforts des Bulgares pour barrer le fleuve avec des chaînes, arbres abattus et divers autres obstacles. Siméon Ier est alors sur sa frontière Sud, face au général byzantin Nicéphore Phocas l'Aîné. Il doit se diriger avec hâte vers le Nord pour parer à la menace hongroise. Toutefois, son armée est vaincue en Paristrie et Siméon doit fuir vers la puissante forteresse de Drãstãr (l'antique Durostorum). Les Hongrois profitent de leur succès pour piller la Mésie sans rencontrer d'opposition, atteignant les environs de la capitale bulgare Preslav. Après avoir vendu les prisonniers aux Byzantins, ils se replient au Nord du Danube. Siméon prétend alors vouloir négocier et propose un échange de prisonniers. Les Byzantins envoient Léon Choirosphaktès à Preslav pour négocier les termes du traité. Siméon cherche à gagner du temps pendant qu'il fait face à la menace hongroise et repousse le moment de la rencontre avec l'ambassadeur byzantin. En outre, il en profite pour s'allier avec les Petchénègues tandis que son peuple commence à se tourner vers son père Boris, devenu moine, pour qu'il prenne les rênes de l'armée. Finalement, au cours d'une bataille décisive, les Hongrois sont lourdement vaincus mais les Bulgares eux-mêmes souffrent de pertes importantes, perdant jusqu'à 20 000 cavaliers. Cet affrontement reste la seule bataille rangée remportée par Boris. Les Hongrois sont contraints de se déplacer vers l'ouest, en Pannonie, où ils créent le royaume de Hongrie quelque temps plus tard.

## La bataille

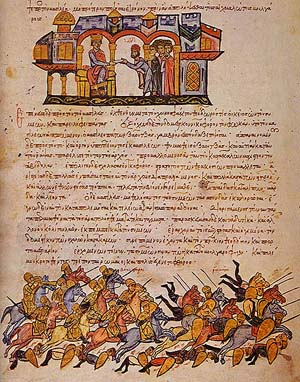
Siméon à Bulgarophygon. Chronique de Jean Skylitzès.

Quand Siméon Ier revient à Preslav, il met un terme aux négociations avec Léon Choirosphaktès et envahit de nouveau la Thrace byzantine. La mort de Nicéphore Phocas ne fait que l'encourager à poursuivre son initiative. Les Grecs réagissent en transférant en Europe toutes leurs forces, tant régionales (les troupes thémarques) que l'armée impériale, y compris les troupes qui faisaient face aux Arabes en Anatolie. Le commandement est confié au domestique des Scholes Léon Katakalon, qui n'a pas les compétences militaires de Phocas. Les deux armées se rencontrent à Bulgarophygon à l'été 896 et les Grecs subissent une déroute complète. Les pertes sont lourdes et comprennent notamment le protovestiarite Théodiosius, le général en second, tandis que Léon Katakalon parvient à s'échapper avec quelques survivants dont Luc le Nouveau Stylite qui préfète abandonner la carrière militaire pour se retirer et mener une vie d'ermite ascétique. 
Siméon Ier profite de son avantage pour progresser jusque sous les murs de Constantinople, brûlant villes et villages sur sa route. Selon l'historien musulman Al-Tabari, Léon VI ne parvient à amener Siméon à négocier qu'en rassemblant une armée composée de prisonniers de guerre arabes à qui il promet la liberté s'ils combattent les Bulgares.

## Conséquences
La guerre se termine par la signature d'un traité de paix qui se prolonge jusqu'en 912. Il contraint les Byzantins à payer un tribut annuel aux Bulgares et à leur céder une région thrace comprise entre le port de Pyrgos (en bulgare Bourgas), le Pont Euxin (mer Noire) et les monts Skirmiens (Strandja en bulgare). En échange, les Bulgares s'engagent de ne plus envahir le territoire de l'Empire byzantin et à libérer 120 000 prisonniers civils et militaires. 
Siméon Ier est satisfait des résultats obtenus et estime qu'il détient désormais la supériorité sur l'Empire byzantin. Toutefois, il prend aussi conscience de ce qu'il lui manque pour le soumettre réellement. Il a réussi à fédérer les Proto-Bulgares, les Slaves et les Valaques des Balkans en un ensemble cohérent, fidèle et désormais entièrement chrétien, mais il n'a pas de base économique ni de prestige culturel en mesure de rivaliser avec Constantinople et avec l'hellénisme : c'est pourquoi il décide de lancer un ambitieux programme architectural, artistique et religieux à Preslav pour que la capitale bulgare devienne une véritable cité impériale. Dans le même temps, Siméon Ier cherche aussi à imposer son autorité sur la Serbie tout en reconnaissant la position de dirigeant de Petar Gojniković. Ainsi, il est en mesure de réduire l'influence byzantine sur l'Ouest des Balkans.
Enfin, le souverain bulgare décide de renforcer sa frontière Nord-Ouest face aux Serbes et surtout Nord-Est face aux peuples cavaliers de la steppe pontique vivant au-delà du Dniestr, peuples parfois utilisés par la diplomatie byzantine contre les Bulgares. Ainsi, en 917, il contrecarre les tentatives des Byzantins de s'allier avec les Serbes et les Pétchénègues et les contraint à combattre seuls lors de la bataille d'Anchialos qui reste l'un des désastres militaires de l'histoire de l'Empire byzantin.